# فایکیو
فایکیو (به ایتالیایی: Faicchio) یک کومونه در ایتالیا است که در استان بنونتو واقع شده‌است.

## خصوصیات
فایکیو ۴۳٫۹ کیلومترمربع مساحت و ۳٬۶۸۴ نفر جمعیت دارد و ۱۷۵ متر بالاتر از سطح دریا واقع شده‌است.

## خواهرخوانده
شهر ایمر خواهرخواندهٔ فایکیو هست.